# MTV Video Music Awards Japan 2007
Die MTV Video Music Awards Japan 2007 wurden am 26. Mai 2007 in der Saitama Super Arena, Saitama verliehen. Die Moderation übernahmen Misaki Itō and Hidehiko Ishizuka. Es handelte sich um die sechste Verleihung der MTV Video Music Awards Japan.

## Auftritte
- Ai Otsuka – Ren'ai Shashin
- Daniel Powter – Bad Day
- Kreva – The Show
- Mika – Grace Kelly
- My Chemical Romance – Welcome to the Black Parade
- Ne-Yo – Because of You
- DJ Ozma – Age Age Every Night
- Seamo – Cry Baby
- Shōnan no Kaze – Junrenka
- TVXQ – O – Jung.Ban.Hap.
- Yuna Ito – Precious

## Gewinner und Nominierte
| Video of the Year | Best Male Video |
| --- | --- |
| Kumi Koda – Yume no Uta / Futari de... - Fergie – London Bridge - Mr. Children – Shirushi - Red Hot Chili Peppers – Dani California - Shōnan no Kaze – Junrenka | DJ Ozma – Age Age Every Night - Ken Hirai – Bye My Melody - Kreva – The Show - Daniel Powter – Bad Day - Justin Timberlake – SexyBack |
| Best Female Video | Best Group Video |
| Kumi Koda – Yume no Uta / Futari de... - Ayaka – Mikazuki - Fergie – London Bridge - Reira starring Yuna Ito – Truth - Gwen Stefani – Wind It Up                | Exile – Lovers Again - Glay – 100 Man Kai No Kiss - My Chemical Romance – Welcome to the Black Parade - Red Hot Chili Peppers – Dani California - Remioromen – Stand By Me                                                                            |
| Best New Artist | Best Rock |
| Ne-Yo – So Sick - Angela Aki – This Love - Lily Allen – Smile - Jinn – Raion - The View – Wasted Little DJs                                                     | My Chemical Romance – Welcome to the Black Parade - Asian Kung-Fu Generation – Aru Machi no Gunjō - Ellegarden – Salamander - Fall Out Boy – This Ain’t a Scene, It’s an Arms Race - Radwimps – Setsunarensa                                          |
| Best Pop Video | Best R&B Video |
| Ai Otsuka – Ren’ai Shashin - Christina Aguilera – Ain’t No Other Man - Chemistry – Yakusoku no Basho - Rihanna – SOS - Seamo – Mata Aimashou                    | Ai – Believe - Ciara – Promise - Miliyah Kato – Kono Mama Zutto Asa Made - John Legend – Save Room - Ne-Yo – So Sick |
| Best Hip-Hop Video | Best Dance Video |
| Kreva – The Show - Jay-Z – Show Me What You Got - Nas – Hip Hop Is Dead - T.I. – What You Know - Teriyaki Boyz featuring Kanye West – I Still Love H.E.R.       | DJ Ozma – Age Age Every Night - Fergie – London Bridge - Gnarls Barkley – Crazy - M-Flo Loves Minmi – Lotta Love - Justin Timberlake – SexyBack |
| Album of the Year | Best Video from a Film |
| Daniel Powter – Daniel Powter - Ayaka – First Message - Def Tech – Catch the Wave - Kumi Koda – Black Cherry - Red Hot Chili Peppers – Stadium Arcadium         | Ai Otsuka – Ren’ai Shashin (aus Tada, kimi o aishiteru) - 50 Cent – Window Shopper (aus Get Rich or Die Tryin') - Beyoncé – Listen (aus Dreamgirls) - Bonnie Pink – Love is Bubble (aus Memories of Matsuko) - Yui – Good-bye Days (aus Taiyō no Uta) |
| Best Reggae Video | Best Collaboration |
| Shōnan no Kaze – Junrenka - Lily Allen – Smile - Matisyahu – King without a Crown - Ryo The Skywalker – Harewataru Oka - Sean Paul – Temperature                | U2 and Green Day – The Saints Are Coming - Akon featuring Eminem – Smack That - Sérgio Mendes featuring The Black Eyed Peas – Mas Que Nada - Quruli featuring Rip Slyme – Juice - Ringo Shiina + Saito Neko + Shiina Junpei – Kono Yo no Kagiri       |
| Best Buzz Asia: Japan | Best Buzz Asia: Südkorea |
| Yuna Ito – Precious - Bonnie Pink – A Perfect Sky - Dragon Ash – Ivory - DJ Ozma – Age Age Every Night - Rize – Pink Spider                                     | TVXQ – O-Jung Ban Hop - Brian – Living a Year in Winter - Loveholic – Chara's Foreset - SS501 – Unlock - Super Junior – U |
| Best Buzz Asia: Taiwan | |
| Mayday – Born to Love - A-Mei – I want Happiness? - Show Lo – Jin Wu Men - David Tao – Too Beautiful - Faith Yang – Dutchess                                    | |

### Special Awards
Best Director
- Red Hot Chili Peppers – Dani California (Regie: Tony Kaye)

Best Special Effects in a Video
- Apogee – Ghost Song (Yusuke Tanaka)

Best Stylish Artist in a Video
- Kumi Koda